# Verein zur Rehabilitierung der wegen Bestreitens des Holocaust Verfolgten
Der Verein zur Rehabilitierung der wegen Bestreitens des Holocaust Verfolgten (VRBHV) war eine 2003 von bekannten Geschichtsrevisionisten gegründete Vereinigung, die aktiv den Holocaust leugnete. Am 7. Mai 2008 wurde der Verein als verfassungsfeindliche Organisation vom damaligen Bundesminister des Innern Wolfgang Schäuble verboten.

## Geschichte
Der in Berlin angemeldete Verein wurde in Vlotho am 9. November 2003, dem 65. Jahrestag der antisemitischen Novemberpogrome 1938, gegründet.
Gründer waren unter anderem:
- Imke Barnstedt
- Robert Faurisson
- Jürgen Graf
- Gerd Honsik
- Horst Mahler
- Ahmed Rami
- Anneliese Remer (Witwe des Holocaustleugners Otto Ernst Remer)
- Frank Rennicke
- Manfred Roeder
- Germar Rudolf
- Wilhelm Stäglich
- Hans-Dietrich Sander
- Fredrick Toben
- Ernst Zündel

Ihm stand der Schweizer Rechtsextremist Bernhard Schaub vor, als Stellvertreterin fungierte Ursula Haverbeck. Geschäftsführer war ein Berliner Rechtsextremist. Zeitweise war Udo Walendy Vorsitzender. Die Mitgliederzahl betrug im Jahr 2004 ca. 120 Personen bundesweit. Der Verein hielt besonders enge Beziehungen zu dem ebenfalls in Vlotho ansässigen und von Haverbeck-Wetzel und Schaub geführten Verein Collegium Humanum sowie dem angeschlossenen Verein „Bauernhilfe e. V.“ (beide ebenfalls im Mai 2008 verboten) sowie zum Deutschen Kolleg.
Der Verein veranstaltete in unregelmäßigen Abständen Tagungen, die zum großen Teil in der Tagungsstätte Vlotho des Collegium Humanum, aber auch an anderen Orten im gesamten Bundesgebiet stattfanden. Diese Aktionen wurden durch die Verfassungsschutzbehörden des Bundes und der Länder überwacht und fanden regelmäßig Erwähnung in den Jahresberichten der Behörden. Die Agitation des VRBHV führte bereits zu mehreren Gerichtsverfahren wegen Verstoßes gegen § 130 StGB Abs. 3 (Volksverhetzung).
Zweck des VRBHV war es, „durch organisierte Anstrengungen die bisher vorherrschende Vereinzelung der Verfolgten aufzuheben, ihrem Kampf um Gerechtigkeit die notwendige Wahrnehmung in der Öffentlichkeit zu gewährleisten und die finanziellen Mittel für einen erfolgreichen Rechtskampf bereitzustellen“. Anliegen war die „Wiederaufnahme von Strafprozessen, die zur Verurteilung wegen Leugnung bzw. Verharmlosung des Holocausts gemäß § 130 StGB Abs. 3 und 4 StGB geführt haben.“ Nach Einschätzung der Verfassungsschutzbehörden war eine wesentliche Zielrichtung darüber hinaus allgemein der im rechtsextremen Spektrum so genannte „Kampf gegen die Auschwitzlüge“. Durch die Wiederaufnahme der Prozesse und Schulungsveranstaltungen sollte ein breiteres Interesse für das Bestreiten des Völkermordes an den Juden im Nationalsozialismus geweckt werden. Dabei unternahm der Verein den Versuch, unterschiedliche rechtsextremistische Argumentationsstränge wie Revisionismus und Holocaustleugnung, Reichsbürgerbewegung und Systemleugnung sowie Verschwörungstheorien und extrem rechte Esoterik zu bündeln.
Die Vereinsgründung führte zunächst nicht zu der von den Holocaustleugnern erwarteten Belebung ihrer Agitation.

## Nachfolgeorganisation
- Europäische Aktion[6]